# Plav (Montenegro)
Plav (kyrillisch Плав, albanisch Plava bzw. Plavë) ist eine Kleinstadt in der Region Sandžak mit etwa 3600 Einwohnern im Osten Montenegros. Sie ist der Sitz der Gemeinde Plav.

## Geographie

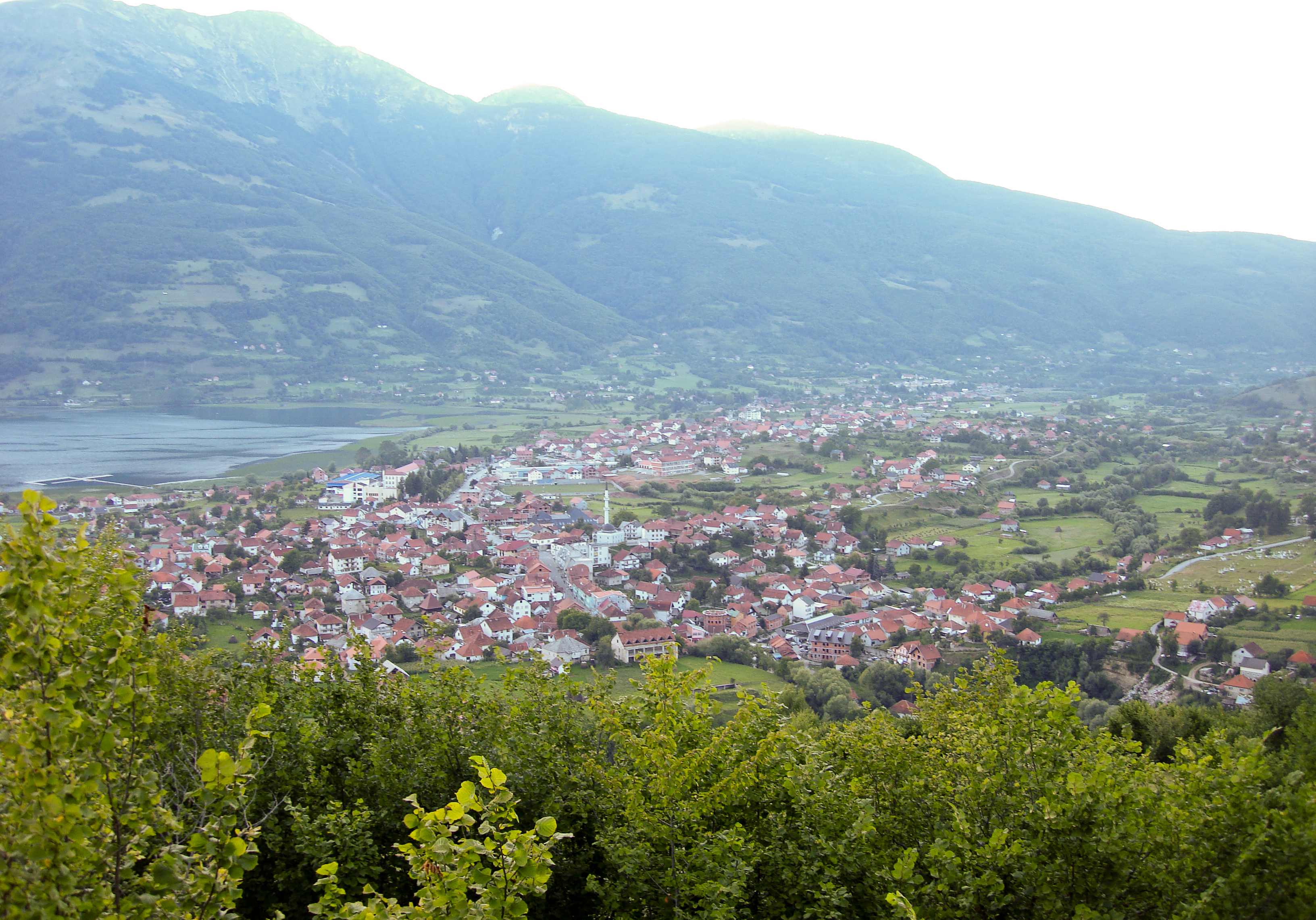
Plavs Zentrum mit See links und Visitor im Hintergrund

Die Stadt liegt im gebirgigen Südosten Montenegros im breiten Tal des Lim zwischen dem Visitor (2211 m. i. J.) im Nordwesten und den Ausläufern des Prokletije-Gebirges im Osten und Süden, die hier in der Kofiljača noch eine Höhe von 1825 m. i. J. erreicht.
Das Zentrum von Plav liegt in rund 945 m. i. J. auf einem Hügel zwischen dem Ostufer des Plavsko jezero und dem aus dem Prokletije kommenden Flüsschen Đurička rijeka.
Die Großgemeinde Opština Plav war bis ins Jahr 2014 486 Quadratkilometer groß und umfasste den ganzen südöstlichen Zipfel des Landes zwischen Albaniens Nordspitze und der Grenze zum Kosovo. Der westliche Teil dieses Gebiets um den Ort Gusinje bildet seither eine eigene Großgemeinde. Von Gusinje besteht eine Straßenverbindung nach Vermosh in Albanien. Im Nordwesten grenzt Plav an die Opština Andrijevica, nebst Gusinje der einzige Ort in Montenegro, zu dem eine direkte Straßenverbindung besteht. Im Norden liegt die Opština Berane, im Osten die kosovarischen Gemeinden Deçan und Peja. Der Grenzübergang in den Kosovo am Čakorpass ist seit Jahrzehnten gesperrt. Im Südosten grenzt die Großgemeinde an Albanien.
Zur Gemeinde gehören diverse Orte, darunter Brezojevice.

## Bevölkerung
In der Stadt, die sich nur einige Kilometer von der albanischen Grenze befindet, machen die Muslime etwa zwei Drittel der Bevölkerung aus. Daneben gibt es eine bedeutende christliche Minderheit.
Zur Volkszählung von 2011 hatte die Gemeinde Plav 13.108 Einwohner (inklusive Gusinje), von denen sich 6803 (51,9 %) als Bosniaken, 2475 (18,88 %) als Albaner, 2098 (16,01 %) als Serben, 822 (6,27 %) als Montenegriner und 727 (5,55 %) als ethnische Muslime bezeichneten. Daneben leben in der Gemeinde noch weitere kleinere Bevölkerungsgruppen.

## Geschichte

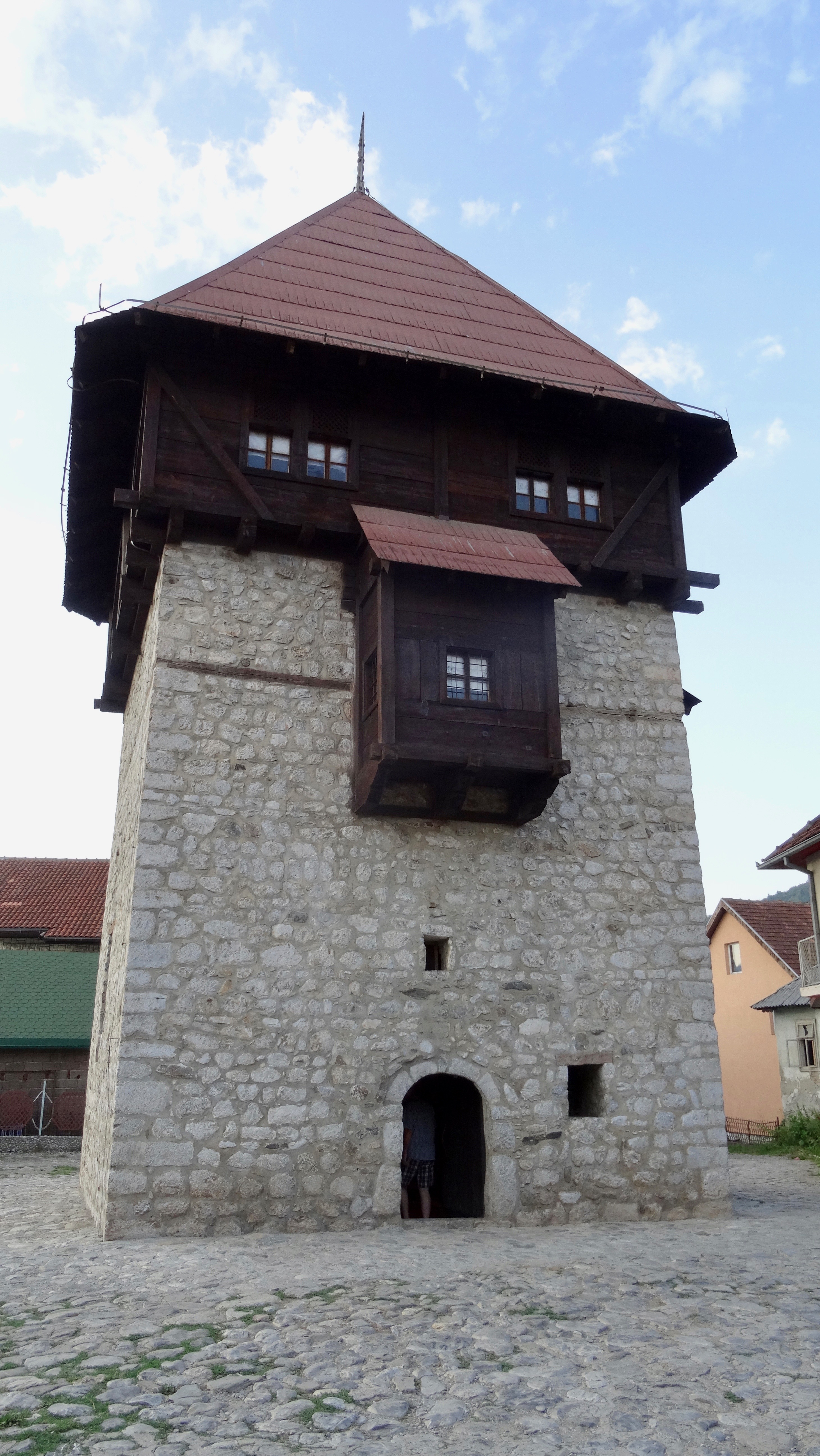
Historischer Wohnturm Redžepagića Kula

Bis 1912 und den Balkankriegen gehörte der Sandschak Novi Pazar zum Osmanischen Reich. Nachdem infolge des Berliner Kongress im Jahr 1878 Montenegro Gebietsansprüche auf Plav und Gusinje erhoben hatten, besetzten albanische Truppen der Liga von Prizren unter Führung des lokalen Herrschers Ali Pascha Gucia. In der Schlacht von Nokšić im Dezember 1879 und im Januar 1880 erlitt die montenegrinische Armee – auch von russischen Truppen unterstützt – zwei schwere Niederlagen. Die Einwohner von Gusinje konnten so bis zum Zusammenbruch des Osmanischen Reichs erfolgreich verhindern, dass das Gebiet an Montenegro abgetreten wurde. Plav wurde 1913 im Frieden von London endgültig Montenegro zugesprochen. Ein Schweizer beschrieb den Ort von seiner Reise im Jahr 1914 folgendermaßen:

„In dieser ausgedehnten Mulde liegen die beiden Städte Gussinje im Westen mit etwa 1500 Einwohnern und Plawa im Osten, das ungefähr 400 Häuser und vor dem Krieg etwa 2000 Einwohner zählte. Infolge der neuen Herrschaft sind viele Einheimischen ausgewandert, so daß nunmehr bloß noch etwa 400–700 Menschen Zivilbevölkerung verbleiben (die mir gewordenen Angaben schwanken …), wozu ein Bataillon Infanterie und eine Abteilung Artillerie hinzukommen, die in einer schadhaft gewordenen türkischen Kaserne untergebracht sind. … Eine während des Krieges zum Teil zerstörte serbische Kirche vor der Stadt beweist, daß die Bevölkerung nicht ausschließlich dem Islam huldigt. Die Stadt selbst dagegen … zeigt völlig türkisches Gepräge: Wachthäuser am Eingang, entsetzlich holprige Pflastersteine, Moscheen und Minarets, Turbane und verschleierte Weiber, hölzerne Bazare und die hübschen Landhäuser einiger reichen Großgrundbesitzer. Das Telephon haben die Montenegriner eingerichtet, ebenso eine kleine Schenke, die dem Militär und den Reisenden als Versammlungsort dient. Ein Gasthaus besteht zur Zeit noch nicht.“

## Tourismus

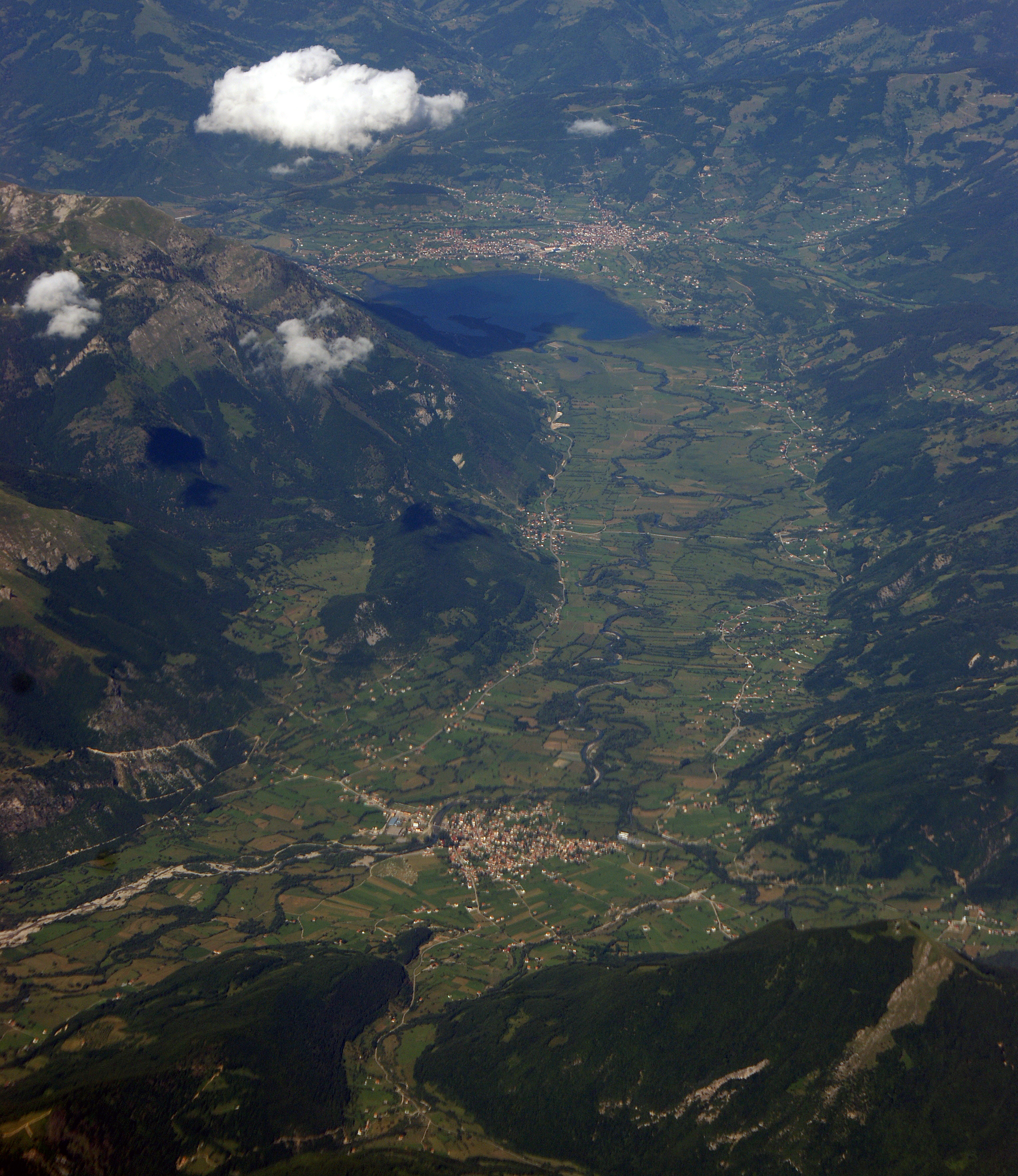
Luftaufnahme von Gusinje und Plav

Bekannt ist der Ort für den See, der die Grundlage für den lokalen Tourismus ist. Am See findet man Strände und einige Hotels für Sommergäste. Auf dem See lassen sich auch Wassersportarten ausüben.
Plav ist Ausgangsort für den Bergtourismus im montenegrinischen Prokletije und Erkundigungen des Nationalpark Prokletije. Die Bergwelt eignet sich gut für Wanderungen. Durch Plav führt der Fernwanderweg Peaks of the Balkans.
Auf dem Gebiet von Plav besteht teilweise Minengefahr.

## Söhne und Töchter der Stadt
- Esad Mekulli (1916–1993), Dichter
- Meldin Drešković (* 1998), Fußballspieler